# Simaa
El simaa és una llengua bantu que parlen els simaas i altres grups ètnics que viuen a la zona occidental de l'àrea Lozi-Luyana, a la Província de l'Oest de Zàmbia. El seu codi ISO 636.3 és sie, el seu codi al glottolog és sima1258 i el seu codi Guthrie és K.35.

## Família lingüística
L'ethnologue la situa com una llengua luyana juntament amb el luyana, el mashi, el kwangali, el diriku, el mbukushu i el mbowe. Maho (2009) afirma que és una llengua kavango.

## Dialectologia
Els dialectes del simaa són l'imilangu, el liyuva, el makoma (koma), el mwenyi i el nyengo. Algunes fonts, segons l'ethnologue, consideren l'imilangu com un dialecte del luyana.

## Etnolingüística
Hi ha cinc grups ètnics que parlen el simaa com a primera llengua, tots de Zàmbia: els simaas (39.000), els simaa-imilangus (mdundulu, 21.000), els simaa-makomes (44.000), els simaa-mwenyis (21.000) i els simaa-nyengos (37.000)

## Sociolingüística i ús de la llengua
El simaa gaudeix d'un ús vigorós (EGIDS 6a). Tot i que no està estandarditzada, és utilitzada per persones de totes les generacions en la comunicació cara a cara i té una situació sostenible.